# Legalidade da pornografia infantil
A pornografia infantil é ilegal na maioria dos países, mas há variações substanciais nas legislações que regem o assunto, e suas definições e penalidades. As diferenças incluem a interpretação da faixa de idade considerada como "infância", que pode variar inclusive de acordo com a idade de consentimento; também há questões no nível de realidade envolvendo a produção material e quais ações são criminosas (como, produção, distribuição, posse   download e visualização). Outra grande fonte de variação são as leis que cercam a pornografia infantil fictícia; alguns mantêm distinções de legalidade entre pornografia real e fictícia, enquanto outras jurisdições regulamentam o material fictício sob leis gerais contra a pornografia infantil.
Várias organizações e tratados estabeleceram diretrizes para os países seguirem. Porém, os países não são obrigados a seguirem.

## Posição internacional

### Organizações
Centro Internacional para Crianças Desaparecidas e Exploradas (ICMEC)
A ICMEC é uma organização que visa combater a exploração sexual infantil, a pornografia infantil e o rapto de crianças. Para a pornografia infantil, a organização criou uma “legislação modelo” que define o que é pornografia infantil e as sentenças e sanções recomendadas para tal. Segundo pesquisa realizada em 2018; a pornografia infantil é ilegal em 118 dos 196 estados membros da Interpol - este número, entretanto, representa os países que possuem legislações suficientes para cumprir ao menos quatro, dos cinco, critério definido pelo ICMEC.
ECPAT Internacional (ECPAT)
A ECPAT é uma organização que visa combater a exploração sexual de menores na internet, ao tráfico de crianças para fins sexuais e ao turismo sexual infantil. Esta organização acompanha e investiga os países que implementaram normas definidas na Convenção sobre o Cibercrime e a Convenção de Lanzarote.

### Tratados
Pelo menos dois tratados importantes estão em vigor com um “protocolo opcional” para combater a pornografia infantil em todo o mundo. Estas são consideradas obrigações internacionais para aprovar leis específicas contra a pornografia infantil que deveriam ser "puníveis com penas apropriadas tendo em conta a sua gravidade". O primeiro destes tratados tem a ver com a Convenção do Conselho da Europa sobre o Cibercrime, a Convenção do Conselho da Europa sobre a Protecção das Crianças contra a Exploração Sexual e o Abuso Sexual e a Decisão-Quadro da União Europeia que entrou em vigor em 2006. Tais acordos exigiam que os Estados signatários e seus membros criminalizassem todos os aspectos da pornografia infantil.  A segunda envolve as Nações Unidas, estabelecendo o Artigo 34 da Convenção das Nações Unidas sobre os Direitos da Criança (UNCRC): todos os signatários deveriam tomar medidas apropriadas para prevenir o uso exploratório de crianças em apresentações e materiais pornográficos. Foi também adicionado um protocolo opcional que exige que os signatários proíbam a “produção, distribuição, divulgação, importação, exportação, oferta, venda ou posse de pornografia infantil". Algumas das negociações e revisões do processo ocorreram no Congresso Mundial contra a Exploração Sexual Comercial de Crianças, realizado em 1996 e 2001.

## Debate
Embora existam leis que criminalizem o abuso sexual infantil em todos os países do mundo, existe certa divergência nas leis e n opinião pública em questões como:
- A idade mínima exata das pessoas retratadas na pornografia;
- Se a mera posse de pornografia infantil deveria ser um crime; ou
- Até que ponto o direito penal deve distinguir posse, aquisição, distribuição e produção.

As condenações também são motivo de debate, mas normalmente incluem prisão, na maioria dos países, mas essas sentenças são frequentemente convertidas em liberdade condicional ou multas para réus primários e/ou em casos de mera posse.
Em 1999, um caso conhecido como R. contra. Sharpe, da justiça canadense, fez com que o mais alto tribunal da Colúmbia Britânica derrubasse uma lei contra a posse de pornografia infantil, considerando-a inconstitucional. O juiz Duncan Shaw, argumentou: "Não há evidências que demonstrem um aumento significativo no perigo sofrido por crianças em razão da pornografia", e "uma pessoa propensa a agir de acordo com suas fantasias provavelmente o fará independentemente da disponibilidade de material pornográfico." A oposição no Parlamento canadense considerou invocar a cláusula de não obstante, que suspenderia os direitos presentes na Carta Canadense dos Direitos e das Liberdades, parte da Constituição do Canadá, para anular a decisão do tribunal. No entanto, tal invocação não foi necessária pois o Supremo Tribunal canadense anulou a decisão com várias conclusões, incluindo:
- A visualização de tal material aumenta a probabilidade de abuso sexual de menores por parte do espectador;
- Que a existência de tais materiais prejudica ainda mais as vítimas, pois elas sabem da sua existência; e
- A procura, inclusive comercial, por tais imagens encoraja a produção que, por fim, acarreta no abuso.

Nos Estados Unidos, alguns juízes federais argumentaram que as penas recomendadas pelas Diretrizes de Penas dos EUA, para os possuidores de pornografia infantil, são demasiadas severas. O juiz Jack B. Weinstein, de Nova Iorque, critica a pena para a posse de pornografia infantil como sendo frequentemente mais elevada do que a para quem comete abuso infantil. Além disso, os processos envolvendo pornografia infantil levam dezenas aos suicídios, inclusive por muitos serem acusados inocentemente.
Existem também críticas, por parte de juízes e pesquisadores e professores universitários, à exigência de que as pessoas condenadas por posse paguem restituições. Isto tem sido particularmente controverso em casos envolvendo milhões de dólares, como nos relativos ao Caso Misty, onde a vítima foi exposta online por seu tio e exige que, todos aqueles que assistiram aos conteúdos, a indenizem. Mesmo com as críticas, em 2010, foi decidido, nos Estados Unidos, que a restituição financeira era uma pena apropriada aos menores vitimados.
Em 2008, durante o lançamento de candidaturas da Convenção Nacional Libertária, a anarcocapitalista e candidata à presidência dos EUA, Mary Ruwart, foi criticada por seu livro de 1998, Respostas curtas às perguntas difíceis, no qual ela declarou sua oposição não apenas às leis contra a posse da pornografia infantil, mas também aquelas contra a produção, afirmando que "acreditava que tais leis encorajam comportamento abusivo e aumentava o preço das produções envolvendo menores". Shane Cory, então diretor executivo do minarquista Partido Libertário dos Estados Unidos, emitiu uma resposta dizendo: "Temos a obrigação de proteger as crianças da exploração e abuso sexual, e podemos fazer isso aumentando a comunicação entre o Estado e o agências federais que combatem esta indústria repulsiva. Embora os direitos de privacidade devam sempre ser respeitados na perseguição de pornógrafos infantis, é necessário fazer mais para localizar e processar os indivíduos que exploram crianças inocentes." Cory, mais tarde, renunciou depois que o partido se recusou a votar uma resolução pedindo aos estados que aplicassem com mais força as leis relativas à pornografia infantil.

## Situação por país
| Legalidade  | Descrição |
| ----------- | --- |
| Ilegal      | Pornografia infantil real: Essa categoria é classifica a venda, produção e distribuição de material pornográfico infantil como ilegal (de jure) por padrão, salvo indicado contrário. Pornografia infantil fictícia: Essa categoria é classifica a venda, produção e distribuição de material pornográfico infantil fictício como ilegal (de jure) por padrão, salvo indicado contrário. Posse: Posse é ilegal (de jure) para ambas, real e fictícia, por padrão, salvo indicado contrário.                                                         |
| Situacional | Pornografia infantil real: Categoria que abrange a legalidade parcial ou situação em que a lei não é aplicada. Detalhes podem ser encontrados na seção "descrição". Pornografia infantil fictícia: Categoria usada quando a pornografia infantil fictícia não está claramente definida por lei ou para países que definem quais partes são legais/ilegais. Posse: Categoria onde apenas a pornografia infantil fictícia é legal, então, por padrão, a posse dela também é legal. Isto também abrange situações parcialmente legais e não aplicadas. |
| Legal       | Pornografia infantil real ou fictícia: Sem restrições. Posse: Sem restrições. |

### África
| País                               | Real                     | Fictício                  | Posse                    | Descrição |
| ---------------------------------- | ------------------------ | ------------------------- | ------------------------ | --- |
| Algeria                            | Ilegal                   | Ilegal                    | Ilegal                   | Child pornography is illegal in Algeria by any means per Article 333 bis 1 of their penal code. Punishments include prison sentences of up to 5 to 10 years with a fine of 500,000 DA to 1,000,000 DA. |
| Angola                             | Ilegal                   | Sem dados                 | Legal                    | Article 184 of the Angolan penal code prohibits the production, transport and sale of sexually explicit material involving a child. The law does not include simple possession or mention fictional material. |
| Benin                              | Ilegal                   | Ilegal                    | Ilegal                   | The "Child Code" of Benin prohibits child pornography including possession and simulated images. Persons convicted of child pornography face sentences of two to five years' imprisonment and fines ranging from two to five million CFA francs ($3,610 to $9,025).                                                 |
| Botswana                           | Ilegal                   | Illegal: electronic forms | Ilegal                   | Possession of child pornography is illegal in Botswana, and punishable with between 5 and 15 years' imprisonment. Electronic forms of an apparent child are also illegal, but define a "child" as under the age of 14.                                                                                              |
| Burkina Faso                       | Illegal; not defined     | Legal                     | Legal                    | Child pornography is illegal in Burkina Faso, but not clearly defined. Mere possession, simulated representations, or realistic images of a non-existent child are not criminalized. |
| Burundi                            | Ilegal                   | Sem dados                 | Legal                    | Child pornography is illegal in Burundi and punishable by fines and between 3 and 5 years in prison. Possession of child pornography is not criminalized. |
| Cameroon                           | Ilegal                   | Ilegal                    | Ilegal                   | Producing, possessing, or distributing child pornography is illegal in Cameroon with punishments of 5 to 10 years of imprisonment and fines from 5 million CFA francs to 10 million CFA francs. Virtual child pornography (“realistic” images) and a person “appearing” to be a child are also punishable conducts. |
| Cape Verde                         | Ilegal                   | Sem dados                 | Ilegal                   | Cape Verdean law prohibits the use of children under age 18 in pornography, with penalties for conviction of up to three years' imprisonment. |
| Central African Republic           | Legal                    | Legal                     | Legal                    | No laws in the Central African Republic prohibit child pornography. |
| Chad                               | Ilegal                   | Sem dados                 | Ilegal                   | Article 362 of the Penal Code 2017 of Chad criminalizes the production, distribution, importation, exportation, supply, making available, sale, obtaining or handing over to others, possession of any material. |
| Comoros                            | Ilegal                   | Sem dados                 | Sem dados                | Conviction of child pornography is punishable in Comoros by fines or imprisonment. There is no information available regarding fictional forms or mere possession. |
| Democratic Republic of the Congo   | Ilegal                   | Ilegal                    | Ilegal                   | The Democratic Republic of the Congo's penal code prohibits child pornography by any means whatsoever. Those convicted face 10 to 20 years imprisonment. Mere possession by any means is not addressed in the law.                                                                                                  |
| Republic of Congo                  | Ilegal                   | Sem dados                 | Ilegal                   | Child pornography (including possession) in the Republic of the Congo is punishable by Article 66 of the Law on the Protection of the Child of the Republic of Congo (Law No. 4-2010). |
| Djibouti                           | Ilegal                   | Ilegal                    | Ilegal                   | All forms of pornography are prohibited. |
| Egypt                              | Illegal; not defined     | Ilegal                    | Ilegal                   | While all forms of pornography are prohibited, Egyptian laws do not specifically define or prohibit child pornography. |
| Equatorial Guinea                  | Legal                    | Legal                     | Legal                    | No laws in Equatorial Guinea prohibit child pornography. |
| Eritrea                            | Ilegal                   | Sem dados                 | Sem dados                | Child pornography is illegal in Eritrea, however this law does not mention possession or anything fictional. |
| Eswatini                           | Ilegal                   | Ilegal                    | Ilegal                   | Practices related to child pornography are illegal in Eswatini under the "Sexual Offences and Domestic Violence Act, 2018". Offenders face up to 25 years imprisonment. |
| Ethiopia                           | Illegal; not defined     | Illegal: electronic forms | Ilegal                   | Child pornography is illegal (but not defined) in Ethiopia per Article 12 of the "Computer Crime Proclamation (2016)" act. There is no information given for physical forms such as drawings or paintings. |
| Gabon                              | Ilegal                   | Ilegal                    | Ilegal                   | All forms of pornography are prohibited. |
| The Gambia                         | Illegal; not defined     | Sem dados                 | Legal                    | While child pornography is illegal in the Gambia, the law in place is "extremely under-developed". Mere possession of "child sexual abuse materials" is not criminalized. |
| Ghana                              | Illegal; not defined     | Ilegal                    | Ilegal                   | Child pornography is illegal in Ghana, but no clear definition is given on what “sexually explicit conduct” means leaving the law open for discretion. Virtual child pornography (“realistic” images) and a person “appearing” to be a child are also punishable conducts.                                          |
| Guinea                             | Illegal, but unenforced  | Illegal, but unenforced   | Illegal, but unenforced  | Child pornography in any representation is illegal in Guinea under the "Criminal Code Act (1974)". The United States Department of State notes that this law is "generally unenforced". |
| Guinea-Bissau                      | Ilegal                   | Sem dados                 | Legal                    | Child pornography is illegal in Guinea-Bissau, but possession and distribution are not criminally prohibited. |
| Ivory Coast                        | Ilegal                   | Sem dados                 | Sem dados                | The law in Ivory Coast prohibits the use, recruitment, or offering of minors for commercial sex or use in pornographic films, pictures, or events. |
| Kenya                              | Ilegal                   | Ilegal                    | Ilegal                   | All forms of pornography are prohibited. |
| Lesotho                            | Ilegal                   | Sem dados                 | Sem dados                | Child pornography is illegal in Lesotho, and is punishable by not less than 10 years' imprisonment. |
| Liberia                            | Ilegal                   | Ilegal                    | Ilegal                   | Child pornography is illegal "in any form or manner" and is punishable by up to five years' imprisonment. |
| Libya                              | Legal                    | Legal                     | Legal                    | No laws in Libya prohibit child pornography. |
| Madagascar                         | Ilegal                   | Ilegal                    | Ilegal                   | Article 346 of the Penal Code of Madagascar criminalizes the use of “any means” to disseminate child pornography. Officials have stated that the laws were often not uniformly interpreted or applied. |
| Malawi                             | Illegal; not defined     | Ilegal                    | Ilegal                   | Although laws in Malawi do not clearly define child pornography, it criminalises possession with a sanction of 14 years' imprisonment. This covers any visual depiction, including any photograph, film, video, image, whether made or produced by electronic, mechanical, or other means.                          |
| Mali                               | Ilegal                   | Ilegal                    | Sem dados                | Child pornography is illegal in Mali per Article 228 of the 2001 adopted penal code. Penalties for conviction range from five to 20 years in prison. This law includes "pornographic pictures, films or drawings showing one or several minors aged less than thirteen".                                            |
| Mauritania                         | Ilegal                   | Sem dados                 | Ilegal                   | Possession of child pornography is illegal in Mauritania with penalties of 2 months to 1 year in prison and a fine. |
| Mauritius                          | Ilegal                   | Legally unclear           | Ilegal                   | While child pornography and possession is illegal in Mauritius, its unclear whether pure fiction counts as a representation of a person. |
| Morocco (excluding Western Sahara) | Ilegal                   | Ilegal                    | Ilegal                   | All forms of pornography are prohibited. |
| Mozambique                         | Illegal, partly enforced | Sem dados                 | Illegal, partly enforced | Child pornography is illegal in Mozambique but is only partly enforced. |
| Namibia                            | Ilegal                   | Sem dados                 | Ilegal                   | Production and possession of child pornography is illegal in Namibia. |
| Niger                              | Ilegal                   | Sem dados                 | Sem dados                | Child pornography is illegal in Niger. |
| Nigeria                            | Ilegal                   | Ilegal                    | Ilegal                   | The Child Rights Act makes child pornography illegal in Nigeria, but not all states have implemented it. It is also criminalized by the Cybercrimes Prohibition Act of 2015. Virtual child pornography (“realistic” images) and a person “appearing” to be a child are also punishable conducts.                    |
| Rwanda                             | Ilegal                   | Ilegal                    | Sem dados                | Child pornography is illegal in Rwanda, and convictions are punishable by life imprisonment along with a substantial monetary fine. The law also applies to "objects of sexual nature" which includes the production of writings and drawings.                                                                      |
| São Tomé and Príncipe              | Ilegal                   | Sem dados                 | Sem dados                | Child pornography is illegal in São Tomé and Príncipe per article 180 of the penal code. |
| Senegal                            | Ilegal                   | Ilegal                    | Ilegal                   | All forms of pornography are prohibited. |
| Seychelles                         | Ilegal                   | Illegal; not defined      | Ilegal                   | Producing or possessing child pornography is illegal in Seychelles, with imprisonment for conviction of up to 20 years. Fictional 'indecent' images or representations are also illegal, but these remain undefined in the law.                                                                                     |
| Sierra Leone                       | Ilegal                   | Ilegal                    | Ilegal                   | Child pornography is illegal in Sierra Leone ("includes other visual representation") punishable by a term of imprisonment of not more than 10 years. |
| Somalia                            | Legal                    | Legal                     | Legal                    | No laws in Somalia criminally prohibit child pornography. |
| South Africa                       | Ilegal                   | Ilegal                    | Ilegal                   | All forms of child pornography are illegal in South Africa. This includes possessing, creating, or importing any image or description of a person "real or simulated". |
| South Sudan                        | Ilegal                   | Ilegal                    | Ilegal                   | All forms of pornography are prohibited. |
| Sudan                              | Ilegal                   | Ilegal                    | Ilegal                   | All forms of pornography are prohibited. |
| Tanzania                           | Ilegal                   | Ilegal                    | Ilegal                   | All forms of pornography are prohibited. |
| Togo                               | Ilegal                   | Ilegal                    | Ilegal                   | Child pornography is illegal in Togo by any means whatsoever, and is punishable by 5 to 10 years in prison. |
| Tunisia                            | Ilegal                   | Ilegal                    | Ilegal                   | All forms of pornography are prohibited. |
| Uganda                             | Ilegal                   | Ilegal                    | Ilegal                   | All forms of child pornography are prohibited. |
| Zambia                             | Illegal; not defined     | Ilegal                    | Ilegal                   | Child pornography is illegal in Zambia but is not defined. |
| Zimbabwe                           | Ilegal                   | Sem dados                 | Ilegal                   | Child pornography is illegal in Zimbabwe as anyone in possession can be charged with public indecency which is punishable by a 'small fine", imprisonment up to 6 months, or both. All forms of pornography are prohibited.                                                                                         |
| País                               | Real                     | Fictício                  | Posse                    | Descrição |

### Ásia
| País                                       | Real                         | Fictício             | Posse                        | Descrição |
| ------------------------------------------ | ---------------------------- | -------------------- | ---------------------------- | --- |
| Afghanistan                                | Sem dados                    | Sem dados            | Sem dados                    | Child pornography was illegal in Afghanistan under the Afghan penal code: “[i]f an adult male has intercourse with a person younger than the legal age, his act shall be considered rape and the victim's consent is invalid.” This law also applied to women offenders who may have been additionally charged with adultery. As the Taliban are now in control, the status of the law remains unknown. |
| Armenia                                    | Ilegal                       | Sem dados            | Sem dados                    | Child pornography is illegal in Armenia and punishable by up to 7 years in prison. |
| Azerbaijan                                 | Ilegal                       | Ilegal               | Sem dados                    | All forms of child pornography are illegal in Azerbaijan, but laws regarding simple possession are not stated. |
| Bahrain                                    | Ilegal                       | Sem dados            | Legally unclear: In hand     | Child pornography is forbidden in Bahrain, its legally unclear if this applies to non electronic possession or fictional forms. |
| Bangladesh                                 | Ilegal                       | Legal                | Legally unclear: fictional   | Child pornography is illegal in Bangladesh except for virtual forms which are not addressed. |
| Bhutan                                     | Ilegal                       | Legally unclear      | Sem dados                    | Child pornography is illegal in Bhutan as it falls under "obscene material". Virtual child pornography, and mere possession are not addressed. |
| Brunei                                     | Ilegal                       | Ilegal               | Ilegal                       | All forms of pornography are prohibited. |
| Cambodia                                   | Ilegal                       | Ilegal               | Ilegal                       | All forms of pornography are prohibited in Cambodia, which includes photographs and drawings. |
| China (including Hong Kong and Macau)      | Ilegal                       | Ilegal               | Ilegal                       | All forms of pornography are prohibited with the exceptions of Hong Kong and Macau, which only make child pornography illegal. |
| Cyprus                                     | Ilegal                       | Sem dados            | Ilegal                       | Child pornography is illegal in Cyprus with maximum sentences of up to life in prison. |
| India                                      | Ilegal                       | Legal, art only      | Ilegal                       | All forms of pornography except fictional depictions "in the interest of art or literature" are prohibited. |
| Indonesia                                  | Illegal; not defined         | Illegal, not defined | Illegal, not defined         | All forms of pornography in Indonesia are prohibited in theory. The law makes no clear definition of child pornography and its forms. |
| Iran                                       | Ilegal                       | Ilegal               | Ilegal                       | All forms of pornography are prohibited. |
| Iraq                                       | Ilegal                       | Ilegal               | Ilegal                       | All forms of pornography are prohibited. |
| Israel (excluding Palestinian territories) | Ilegal                       | Ilegal               | Ilegal                       | All forms of child pornography are illegal in Israel. This includes possession and fictional depictions. |
| Japan                                      | Ilegal                       | Legal                | Legal; fictional only        | Simple possession, production, and distribution of child pornography is illegal in Japan. Fictional child pornography, such as Lolicon and Shotacon, are excluded from the law. These fall under "cultural and artistic activities" which are protected by freedom of expression. |
| Jordan                                     | Legal; restricted online     | Legally unclear      | Legal                        | Child pornography is not explicitly defined nor criminalized in the Jordanian legislation, but there are online laws in place which criminalize dissemination. |
| Kazakhstan                                 | Ilegal                       | Sem dados            | Legal                        | Child pornography is illegal in Kazakhstan except for mere possession. The law also provides administrative penalties to cover the sale of pornographic materials to minors. |
| North Korea                                | Ilegal                       | Ilegal               | Ilegal                       | All forms of pornography are prohibited. |
| South Korea                                | Ilegal                       | Ilegal               | Ilegal                       | All forms of pornography (real or fictional) are prohibited. These actively enforced laws also allow government monitoring and censorship, possession of any form (child or not) is also illegal. |
| Kuwait                                     | Ilegal                       | Ilegal               | Ilegal                       | All forms of pornography are prohibited. |
| Kyrgyzstan                                 | Illegal; not defined         | Legally unclear      | Legal; some restrictions     | While child pornography is illegal in Kyrgyzstan, there is no legislation that defines child pornography by law. Computer related activities such as access to child pornography online, and mere possession are not fully criminalized. |
| Laos                                       | Ilegal                       | Legally unclear      | Legal                        | Laws in Laos prohibit the dissemination of pornography, giving it a broad definition that could be interpreted to include simulated representations of children. Simple possession is not criminalized. |
| Lebanon                                    | Ilegal                       | Ilegal               | Sem dados                    | The Penal Code and Law 422 protect children from child pornography which include the artificial practice of simulating sexual activities or virtual portrayals. |
| Malaysia                                   | Ilegal                       | Ilegal               | Ilegal                       | All forms of pornography are prohibited. Images of naked children or children taking part in a sexual act is haram in Islam. |
| Maldives                                   | Illegal; not defined         | Legally unclear      | Ilegal                       | While all forms of pornography are prohibited in Maldives under Sharia, there are no specific provisions defining "child pornography". |
| Mongolia                                   | Illegal; not defined         | Legally unclear      | Sem dados                    | While illegal, there are no specific provisions focused on child pornography. Legal penalties depend on the interpretation of other related laws. |
| Myanmar                                    | Ilegal                       | Sem dados            | Sem dados                    | Child pornography is illegal in Myanmar, it is unknown if the law covers simple possession or fictional forms. |
| Nepal                                      | Ilegal                       | Legal                | Legally unclear; real        | Nepalese law prohibits taking or allowing to be taken any photograph of children for the purpose of engaging a child in immoral profession. Virtual child pornography is not criminalized under Nepalese law, while mere possession under "real" is not mentioned. |
| Oman                                       | Ilegal                       | Ilegal               | Ilegal                       | All forms of pornography are prohibited. |
| Pakistan                                   | Ilegal                       | Ilegal               | Ilegal                       | All forms of pornography (adult and child) are prohibited. |
| Philippines                                | Ilegal                       | Ilegal               | Ilegal                       | The "Anti-Child Pornography Act" makes child pornography illegal in the Philippines in all forms. |
| Qatar                                      | Ilegal                       | Ilegal               | Ilegal                       | All forms of pornography are prohibited. |
| Saudi Arabia                               | Ilegal                       | Sem dados            | Ilegal                       | Child pornography is illegal in Saudi Arabia. This includes possession but virtual/fictional forms are not addressed. |
| Singapore                                  | Ilegal                       | Ilegal               | Ilegal                       | All forms of pornography are prohibited. ICMEC Singapore has a voluntary Asia-Pacific Financial Coalition Against Child Pornography (APAC-FCACP) to fight online child sexual exploitation. |
| Sri Lanka                                  | Illegal; not defined         | Legally unclear      | Ilegal                       | Child pornography is illegal in Sri Lanka, but is undefined, and not always enforced by authorities. "Fictional" child pornography such as drawings and cartoons are also covered but face the same undefined issue. |
| Syria                                      | Illegal, possibly unenforced | Sem dados            | Illegal, possibly unenforced | Syrian law considers child pornography a trafficking crime, but the punishment for child pornography is set at the local level with unclear enforcement. |
| Taiwan                                     | Ilegal                       | Legally unclear      | Ilegal                       | The "Child and Youth Sexual Exploitation Prevention Act" criminalizes the production, broadcast, distribution, and exhibition of pornography. Simple possession of such materials without justifiable cause is punishable by fines. The law doesn't explicitly include "simulated images". |
| Tajikistan                                 | Ilegal                       | Legally unclear      | Legal                        | Child pornography is illegal in Tajikistan, except for possession which is not mentioned by law. Virtual child pornography, and suggestive representations of children are not defined. |
| Thailand                                   | Ilegal                       | Legally unclear      | Ilegal                       | Child pornography including possession is illegal in Thailand, as is pornography in general. According to ECPAT though, the law does not reflect the definition of virtual “child pornography” set forth in international legal instruments. |
| East Timor                                 | Ilegal                       | Ilegal               | Ilegal                       | All forms of child pornography including possession of it is illegal in East Timor. Convictions are punishable with 3 to 10 years imprisonment. |
| Turkey                                     | Ilegal                       | Ilegal               | Ilegal                       | Child pornography and possession is illegal in Turkey with imprisonment of 2 to 5 years and a fine for violations. Fictional child pornography has been illegal since 2016. |
| Turkmenistan                               | Illegal; not defined         | Legally unclear      | Sem dados                    | While there are no specific child pornography laws in Turkmenistan, legislation states that the production and dissemination of (child) pornographic printed publications, films or any pornographic items shall be prohibited. |
| United Arab Emirates                       | Ilegal                       | Ilegal               | Ilegal                       | All forms of pornography are prohibited. |
| Uzbekistan                                 | Ilegal                       | Sem dados            | Legal                        | Although the production and distribution of child pornography are criminally prohibited, possession is not criminalized in Uzbekistan. |
| Vietnam                                    | Illegal; not defined         | Legally unclear      | Sem dados                    | Child pornography is illegal, but not defined under Vietnamese law. The production, distribution, dissemination, and sale of material deemed to be child pornography is punishable by 3 to 10 years in prison. Virtual "child pornography" is not defined or explicitly criminalized. |
| Yemen                                      | Illegal, but unenforced      | Sem dados            | Sem dados                    | The legal framework in Yemen does not adequately prohibit child pornography. This country has been hampered by an ongoing civil war since 2014, and the extent of Sharia law implementation is unclear. |
| País                                       | Real                         | Fictício             | Posse                        | Descrição |

### Europa
| País                                      | Real                          | Fictício                       | Posse                     | Descrição |
| ----------------------------------------- | ----------------------------- | ------------------------------ | ------------------------- | --- |
| Antigua and Barbuda                       | Ilegal                        | Sem dados                      | Sem dados                 | Child pornography is illegal in Antigua and Barbuda. Offenders are subject to fines of up to $500,000 XCD ($185,000) and 20 years in prison. |
| The Bahamas                               | Ilegal                        | Ilegal                         | Ilegal                    | All forms of child pornography including mere possession of it are illegal in the Bahamas. Those found guilty are liable to imprisonment for life.                                                                                                 |
| Barbados                                  | Legal: film distribution only | Legal; not realistic           | Legal; fictional only     | The Protection of Children Act prohibits the use of children in pornographic activities, but this does not apply to distribution of films. Non-realistic representations without involvement from a real person are excluded in the law.           |
| Belize                                    | Ilegal                        | Ilegal                         | Ilegal                    | The law in Belize prohibits the simple possession of child pornography. |
| Canada                                    | Ilegal                        | Ilegal                         | Ilegal                    | Canadian law forbids the production, distribution, and possession of both real and fictional child pornography. Maximum punishments vary from 5 to 20 years in prison depending on the type of offense.                                            |
| Costa Rica                                | Ilegal                        | Ilegal                         | Ilegal                    | All forms of child pornography, including its possession, are illegal in Costa Rica. Defendants found guilty of selling, financing, distributing or exhibiting child pornography will serve convictions of four to eight years.                    |
| Cuba                                      | Ilegal                        | Sem dados                      | Legal                     | Child pornography is illegal in Cuba, and the law imposes seven- to 15-years' imprisonment. Mere possession of child pornography is not criminalized.                                                                                              |
| Dominica                                  | Legal                         | Legal                          | Legal                     | There are no laws in Dominica that prohibit child pornography. |
| Dominican Republic                        | Ilegal                        | Ilegal                         | Illegal: electronic form  | Laws in the Dominican Republic contain specific provisions that prohibit child pornography. Possession is only illegal in electronic form. |
| El Salvador                               | Illegal, but unenforced       | Legal                          | Legal; Fictional only     | El Salvador's penal Code prohibits child pornography involving real children. This remains unenforced due to inadequate training and resources. |
| Grenada                                   | Illegal: electronic forms     | Legal; complex situation       | Illegal: electronic forms | Electronic forms of child pornography are illegal in Grenada under the Electronic Crimes Act. Psychical forms and possession of them are not mentioned.                                                                                            |
| Guatemala                                 | Illegal; production           | Ilegal                         | Legal                     | Production of child pornography is illegal in Guatemala. Non-realistic images of child pornography are also criminalized, but possession remains legal.                                                                                            |
| Haiti                                     | Illegal, but unenforced       | Legal                          | Legal                     | Haitian law prohibits child pornography, but there are no mechanisms established for enforcement. There are also no provisions on the production, possession, and dissemination of child pornography.                                              |
| Honduras                                  | Ilegal                        | Legal                          | Legal; Fictional only     | Pornography involving real children is illegal in Honduras. Penalties range from 4 to 15 years imprisonment from possession to distribution, production, etc.                                                                                      |
| Jamaica                                   | Ilegal                        | Ilegal                         | Ilegal                    | The production, possession, importation, exportation, and distribution of child pornography is illegal in Jamaica and is punishable by a maximum penalty of 23 years in prison and a fine of J$500,000.                                            |
| Mexico                                    | Ilegal                        | Ilegal                         | Ilegal                    | All forms of child pornography are illegal in Mexico with prison sentences ranging from six months to 12 years depending on the felon's age. |
| Nicaragua                                 | Ilegal                        | Ilegal                         | Sem dados                 | All forms of child pornography are illegal in Nicaragua, including fictional drawings. The government generally enforces the law with prison sentences ranging from 10 to 15 years.                                                                |
| Panama                                    | Ilegal                        | Ilegal                         | Ilegal                    | All forms of child pornography including possession are illegal in Panama. |
| Saint Kitts and Nevis                     | Illegal: electronic forms     | Legally unclear; not realistic | Illegal; electronic forms | The criminal code makes publishing, producing, or possessing child pornography through an electronic device a crime. There is no information given on psychical forms, unrealistic images, and possession of them.                                 |
| Saint Lucia                               | Legal                         | Legal                          | Legal                     | There are no laws in Saint Lucia that define or specifically prohibit child pornography. |
| Trinidad and Tobago                       | Ilegal                        | Sem dados                      | Ilegal                    | Child pornography and possession of it is illegal in Trinidad and Tobago. Offenders are liable on conviction on indictment, to a fine of thirty thousand dollars and to imprisonment for ten years.                                                |
| United States (including all territories) | Ilegal                        | Legal; not "obscene"           | Legal; fictional only     | The U.S. laws against child pornography are virtually always enforced and among the harshest in the world. "Fictional child pornography" is legally protected as freedom of expression under the First Amendment, unless it is considered obscene. |
| País                                      | Real                          | Fictício                       | Posse                     | Descrição |

### Oceânia
| País                            | Real                        | Fictício           | Posse              | Descrição |
| ------------------------------- | --------------------------- | ------------------ | ------------------ | --- |
| Austrália                       | Ilegal                      | Ilegal             | Ilegal             | Posse, produção e distribuição de pornografia infantil (real ou fictícia) são ilegais. A pena máxima é de 10 anos de prisão e/ou multa de US$ 275.000. |
| Estados Federados da Micronésia | Ilegal; in Pohnpei          | Sem dados          | Sem dados          | Apenas Pohnpei criminaliza a pornografia infantil. Ambos Chuuk e Pohnpei têm determinações contra a filmagem de filmes explícitos envolvendo menores de idade, diferente de Yap e Kosrae. |
| Fiji                            | Ilegal                      | Sem dados          | Ilegal             | A pornografia infantil é ilegal pelo artigo 91 da "Lei da Promulgação das Relações Laborais" (2007), e doa Artigo 62A dos "Atos da Infância". Esta lei inclui a seguinte descrição: “pessoas que se parecem com menores, sejam ou não”.                                                                              |
| Quiribati                       | Legalidade incerta          | Legalidade incerta | Legalidade incerta | A situação da pornografia infantil em Quiribati não é clara. Um relatório do Departamento de Estado dos EUA, realizado em 2020, explica que “o código penal (de Quiribati) não tem nenhuma disposição específica relativa à pornografia infantil”. Isto, no entanto, contradiz uma aparente alteração feita em 2016. |
| Ilhas Marshall                  | Ilegal; not defined         | Sem dados          | Legal              | A pornografia infantil é criminalizada. Porém, não há descrição de qual criminalização se trata; não há menção à produção, posse ou disseminação do conteúdo. |
| Nauru                           | Ilegal                      | Sem dados          | Sem dados          | Todas as formas de pornografia infantil são ilegais. Não está claro se isso se aplica a imagens fictícias ou à posse. |
| Nova Zelândia                   | Ilegal                      | Ilegal             | Ilegal             | Procurar, distribuir, produzir e possuir pornografia infantil é ilegal. |
| Palau                           | Ilegal                      | Ilegal             | Ilegal             | Todas as formas de pornografia infantil são ilegais em Palau. |
| Papua-Nova Guiné                | Ilegal                      | Ilegal             | Ilegal             | Todas as formas de pornografia (incluindo sites) são ilegais em Papua Nova Guiné. A pornografia infantil é punível com pena de prisão de 5 a 15 anos e/ou multa até 2 milhões de kina. |
| Samoa                           | Ilegal                      | Ilegal             | Ilegal             | Pena de sete anos de prisão para qualquer pessoa que possua, publique, distribuía ou exiba materiais pornográficos envolvendo crianças. |
| Ilhas Salomão                   | Ilegal                      | Sem dados          | Ilegal             | Ilegal, com pena máxima de 10 anos de prisão. |
| Tonga                           | Legal: film production only | Sem dados          | Ilegal             | A pornografia infantil, e sua posse, são ilegais, com penas de multa de máxima de TOP 100.000 e até 10 anos de prisão para indivíduos. Porém, a presença de menores de 14 anos na produção de pornografia não é crime.                                                                                               |
| Tuvalu                          | Ilegal                      | Ilegal             | Ilegal             | Todas as formas de pornografia são proibidas. |
| Vanuatu                         | Ilegal                      | Sem dados          | Ilegal             | Ilegal, pena máxima para publicação é de cinco anos de prisão e, para posse, dois anos de prisão. |

### América do Sul
| País      | Real            | Fictício           | Posse                  | Pequeno resumo |
| --------- | --------------- | ------------------ | ---------------------- | --- |
| Argentina | Ilegal          | Legalidade incerta | Ilegal                 | O artigo 128 do código penal proíbe a posse e distribuição de pornografia infantil com penas de prisão de quatro meses a um ano para posse e de três a seis anos para distribuição. Porém, a pornografia infantil fictícia encontra-se numa zona jurídica cinzenta, uma vez que a lei não a menciona. |
| Bolívia   | Ilegal          | Legal              | Legal; Fictício apenas | A pornografia infantil é ilegal, com pena de prisão de 2 a 6 anos. A pornografia infantil fictícia e sua posse permanecem legais. |
| Brasil    | Ilegal          | Legal              | Legal; Fictício apenas | De acordo com o Estatuto da Criança e do Adolescente~, a produção, distribuição e posse de pornografia infantil é ilegal e no Brasil. Porém, a lei não menciona a pornografia infantil fictícia, deixando a produção e posse desse material totalmente legal.                                         |
| Chile     | Ilegal          | Ilegal             | Ilegal                 | A posse de pornografia infantil, real ou fictícia, ou a representação dos genitais infantis, com o propósito de gratificação sexual, é ilegal segundo a lei chilena. As penas variam de 541 dias a 5 anos de prisão.                                                                                  |
| Colômbia  | Ilegal          | Legal              | Legal; Fictício apenas | A pornografia infantil é ilegal. Porém, o Supremo Tribunal de Justiça da Colômbia decidiu em 2018 que a “pornografia infantil fictícia” não é crime: isso se aplica a fotografias, desenhos, animações e situações que não envolvam nudez ou "abuso real".                                            |
| Equador   | Ilegal          | Ilegal             | Ilegal                 | A posse, armazenamento, fabricação ou distribuição de pornografia infantil, ou qualquer outro tipo de material sexualmente explícito envolvendo crianças, é ilegal. |
| Guiana    | Legal, restrito | Legal              | Legal                  | Não existem leis na Guiana que proíbam especificamente a pornografia infantil. A venda, publicação ou exibição de material obsceno, definido como "qualquer coisa que possa privar ou corromper aqueles que estão abertos a influências imorais", está sujeita a regulamentos.                        |
| Paraguai  | Ilegal          | Legal              | Legal; Fictício apenas | A pornografia infantil é ilegal no Paraguai. As representações fictícias não foram incluídas no “Código Penal Paraguaio”, que é de 1997. |
| Peru      | Ilegal          | Legal              | Legal; Fictício apenas | A pornografia infantil é ilegal no Peru de acordo com o artigo 183-A do código penal, exceto para material fictício que não retrate uma criança real. |
| Suriname  | Ilegal          | Legalidade incerta | Ilegal                 | A pornografia infantil é proibida no Suriname. As condenações acarretam pena máxima de seis anos de prisão e multa máxima de SRD 50.000. |
| Uruguai   | Ilegal          | Ilegal             | Legal                  | Todas as formas de pornografia infantil são ilegais, mas a posse não é criminalizada. |
| Venezuela | Ilegal          | Legal              | Legal                  | A Venezuela não proíbe a simples posse de pornografia infantil. Mas a venda e distribuição de pornografia infantil é ilegal e punível com multas e/ou prisão de 3 meses a 4 anos. Não existem leis que criminalizem formas ficcionais.                                                                |